# 1793년 프랑스 국민투표
1793년 프랑스 국민투표는 1793년 7월 실시된 국민투표이다.

## 배경
프랑스 혁명 직후 프로이센의 침략으로 프랑스 혁명 전쟁이 시작되자, 입법의회는 해산되고 보통선거에 의해 소집된 국민 공회는 공화정을 선포하고, 1793년 프랑스 헌법은 국민투표에 부쳐진다.

## 결과
| 1793년 프랑스 헌법 | 1793년 프랑스 헌법 | 1793년 프랑스 헌법 |
| 찬성 또는 반대     | 득표수             | 득표율             |
| ------------------ | ------------------ | ------------------ |
| 찬성               | 1,801,918          | 99.41%             |
| 반대               | 11,610             | 0.59%              |
| 총 득표수          | 1,813,528          | 100.00%            |
| 투표율             | 25.89%             | 25.89%             |

## 같이 보기
- 프랑스 혁명
- 프랑스 혁명 전쟁
- 국민 공회
- 프랑스 제1공화국